# Palazzo del Principe Elettore (Magonza)
Il Palazzo del Principe Elettore (in tedesco: Kurfürstliches Schloss) è stato la residenza del principe-arcivescovo dell'Elettorato di Magonza dal 1478 al 1802.

## Storia e descrizione

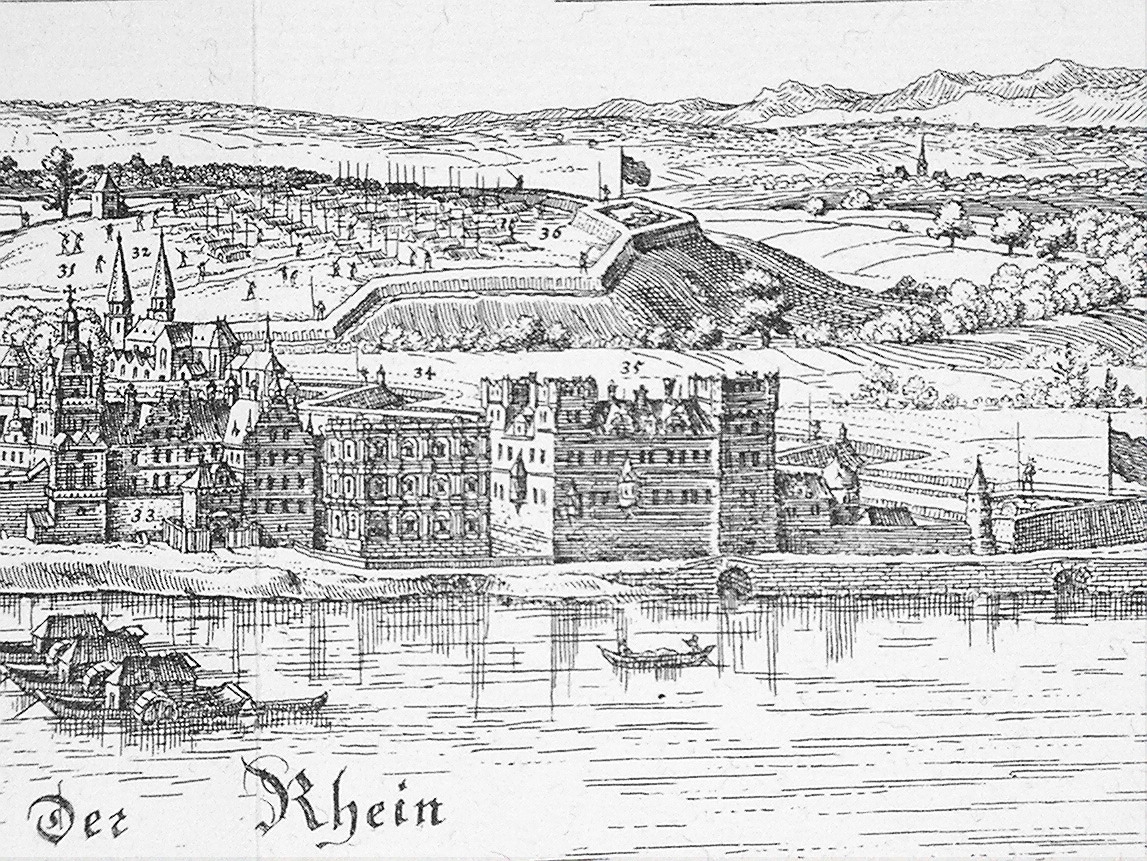
Veduta del Martinsburg nel 1675.

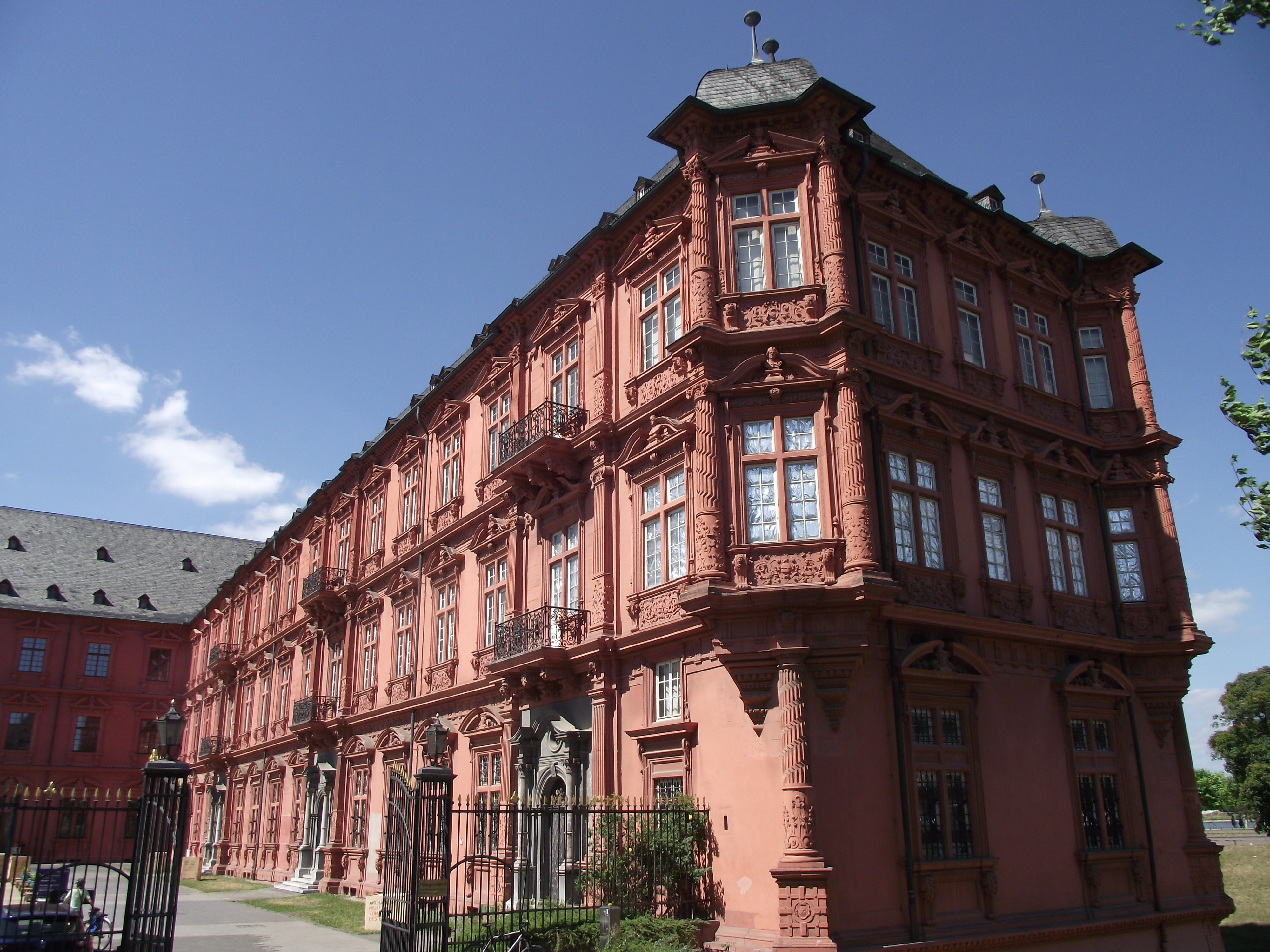
L'ala orientale.

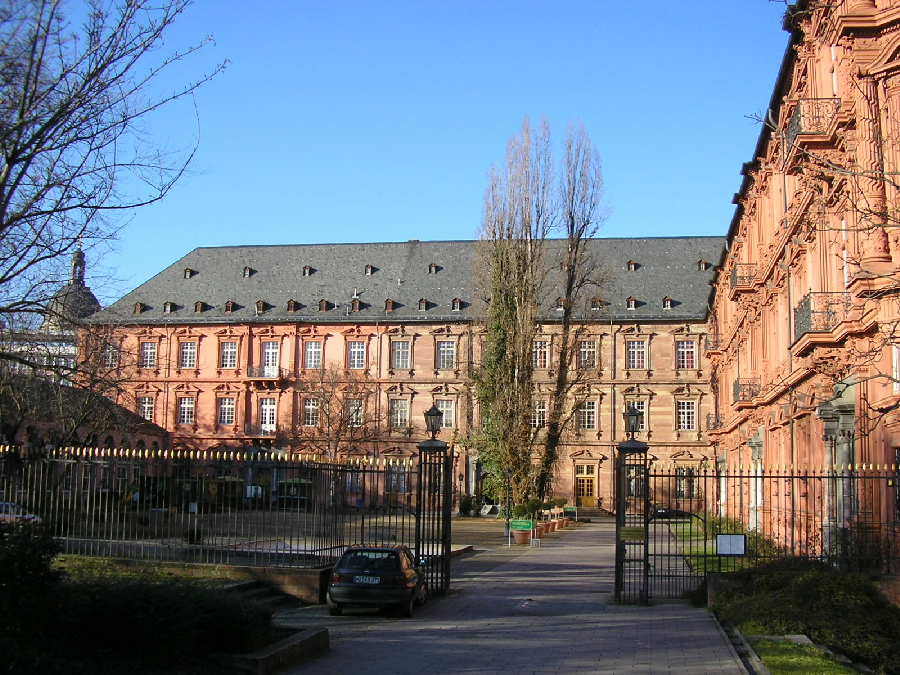
Il cortile con l'ala nord.

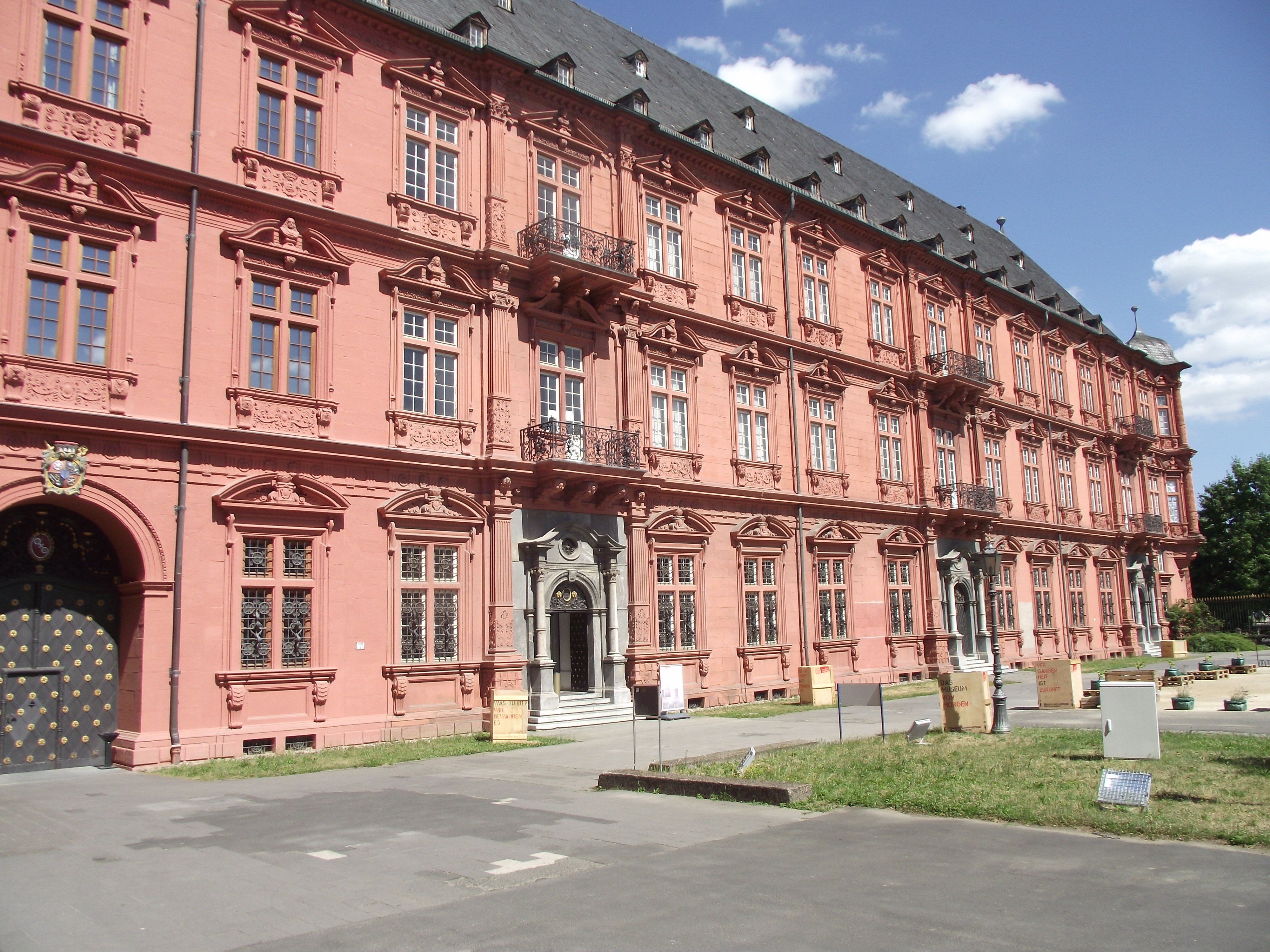
La ricca facciata dell'ala est.

Anticamente l'arcivescovo di Magonza risiedeva presso il Duomo, dove ancora sussiste la sua cappella privata risalente al 1137. In questo luogo vi venne eretto eretto un primo castello, il Martinsburg, fra il 1478 e il 1480.
Infatti nel 1475 il Capitolo rielegge per la seconda volta (dopo una scomunica papale in quanto non aveva aspettato l'ufficialità papale, ne imperiale, prima di prendere la cattedra) Diether von Isenburg ad arcivescovo di Magonza; ma gli vennero imposte le condizioni di lasciare la città al Capitolo ed erigere un castello.
La costruzione del castello ebbe inizio nel 1478 sulla sponda del Reno a nord della città. Da quel momento, insieme al Castello di Johannisburg ad Aschaffenburg, divenne la residenza ufficiale dei Principi elettori di Magonza.
Dopo esser stato danneggiato durante la Seconda guerra dei Margravi, nel 1552, il castello venne restaurato in stile rinascimentale. 
L'arcivescovo Daniel Brendel von Homburg verso il 1580 vi aggiunse un'ala destinata agli uffici e la Chiesa palatina di San Gangolfo.
Tuttavia un nuovo, sontuoso, palazzo fu costruito appena più a nord a partire dal 1627 per volere dell'arcivescovo Georg Friedrich von Greiffenklau. I progetti originali sono sconosciuti, ma probabilmente doveva trattarsi di un palazzo a quattro ali sul modello del castello di Aschaffenburg. Stilisticamente, il Palazzo elettorale è uno degli ultimi edifici del cosiddetto Rinascimento tedesco, arrivato tardi in Germania e subito fusosi col Manierismo. Ricchissime sono le facciate, dalla caratteristica pietra rossa, particolarmente quella dell'ala est che dà sull'Herrenhof, Cortile dei Signori. Ornate da colonne, lesene, timpani, busti e torri-erker angolari che inquadrano una moltitudine di finestre crociate.
L'ala orientale, sul Reno, non doveva essere stata terminata prima del 1678, in quanto il cantiere fu notevolmente rallentato dalla Guerra dei trent'anni. Nel 1687 l'arcivescovo Anselm Franz von Ingelheim inizia la costruzione dell'ala nord, ma la Guerra della Grande Alleanza e poi la costruzione dell'ambiziosa residenza estiva voluta dall'arcivescovo Franz Lothar von Schönborn (andata distrutta nell'assedio di Magonza del 1793) impediscono l'avanzamento dei lavori, tanto che verrà completata solo nel 1752 e ammobiliata gli anni seguenti da Johann Friedrich Karl von Ostein; il quale commissionò anche al grande architetto Balthasar Neumann la costruzione di uno scalone monumentale nell'ala orientale.
Con i ritardi della costruzione il castello di Martinsburg restò ancora in piedi, ma la costruzione venne interrotta.
Nel 1792, quando i Francesi presero il controllo della città, Georg Forster divenne uno dei fondatori del locale club dei Giacobini, gruppo politico della Rivoluzione francese, lottando in primo piano per la nascente Repubblica di Magonza. Il 23 ottobre 1792 i Giacobini si stabilirono nel palazzo elettorale. Fu il primo movimento democratico in Germania. 
L'ultimo arcivescovo-principe, Friedrich Karl Josef von Erthal (1774–1802), venne deposto lo stesso anno, e inoltre il suo successore Karl Theodor von Dalberg, con il Reichsdeputationshauptschluss vide la sua sede arcivescovile spostarsi a Ratisbona.
Sotto l'occupazione francese, una nuova impostazione urbanistica venne attuata. Improntata sull'apertura di nuovi viali, i vecchi edifici del Martinburg, degli uffici e della chiesa palatina vennero demoliti fra il 1798 e il 1814. Inoltre nel 1807 il grande scalone di Balthasar Neumann venne rimosso per la creazione di altre sale.
Il palazzo elettorale cadde in abbandono fino al 1827, quando venne restaurato dal Granducato d'Assia e dal Comune di Magonza.
Durante la seconda guerra mondiale l'edificio venne gravemente danneggiato soprattutto nel raid aereo del 27 febbraio 1945 che distrusse gran parte della città. Del palazzo restarono solo i muri esterni.
L'opera di ricostruzione si svolse fra il 1948 e il 1949, riaprendo al pubblico il 31 dicembre 1949.
Oggi ospita il Römisch-Germanisches Zentralmuseum, "Museo Centrale Romano-Germanico", e un centro congressi.